# 清水寺 (山梨市)
清水寺（せいすいじ）は、山梨県山梨市にある寺院。宗派は真言宗智山派。山号は岩泉山。本尊は千手観世音菩薩。甲斐国三十三観音霊場第19番札所。

## 概要
寺伝によれば、旱魃祈願のために行基が創建したという。当初は滝之沢というところにあり真福寺と称し、石清水とも称していた。その後の寺歴は明らかではないが、大永元年（1521年）に実成が滝之沢から霞森山のふもとの現在地に移して中興した。『甲斐国志』によれば、普賢寺本尊台座の「堂社並岸泉寺、自大永二年至天文廿二年再興」という銘文を記録している。「岸泉寺」とは清水寺を指すことから、本寺は大永年間（1521年 – 1528年）から天文年間（1532年 – 1555年）に普賢寺や大井俣窪八幡神社とともに再建された。
その後火災にあったが、江戸時代の寛永十年本末帳によれば、大井俣窪八幡神社の別当寺である普賢寺を本寺として、寺領を寄進されていることがわかる。その後、明治時代の廃仏毀釈により本寺の普賢寺が廃寺となった後、普賢寺の寺物を多く所蔵している。
本尊の千手観世音菩薩は「石清水観音」と称され、その名称から雨乞いの利益で知られ、文久2年（1862年）には、祈祷の結果大雨が降ったという。本寺の石清水観音は、甲斐国三十三観音霊場の19番札所の本尊として信仰を集め、現在でも毎年3月29日に観音祭りが行われている。

## 文化財
山梨県指定有形文化財
- 木造釈迦如来坐像　昭和58年12月7日指定
- 木造勝軍地蔵騎馬像　平成29年3月2日指定

山梨市指定有形文化財
- 木造千手観音菩薩立像　平成19年3月31日指定

## 伽藍
- 山門
- 本堂
- 庫裏

## 御詠歌
岩清水
流れをとえば
きよたきの
さこそ浄土も
ゆかしかるらん

## 前後の札所
甲斐国三十三観音霊場
18  清水寺　--　19  清水寺　--　20  光雲寺